# 藍家古厝
藍家古厝位於屏東縣里港鄉玉田村玉田路48號。建基於清雍正年間，藍家古厝為里港藍家開台祖藍雲錦所建，已有近三百年歷史。佔地千餘坪，是傳統閩南燕尾式四合院與日治時期仿西洋歷史主義建築，雖幾經修膳，仍頗具規模。為屏東縣歷史建築十景之一。藍家後代子孫，族系綿延且散居海內外各地，每年利用農曆春節返鄉祭祖，逐一登載系譜，共同延續族親系譜。

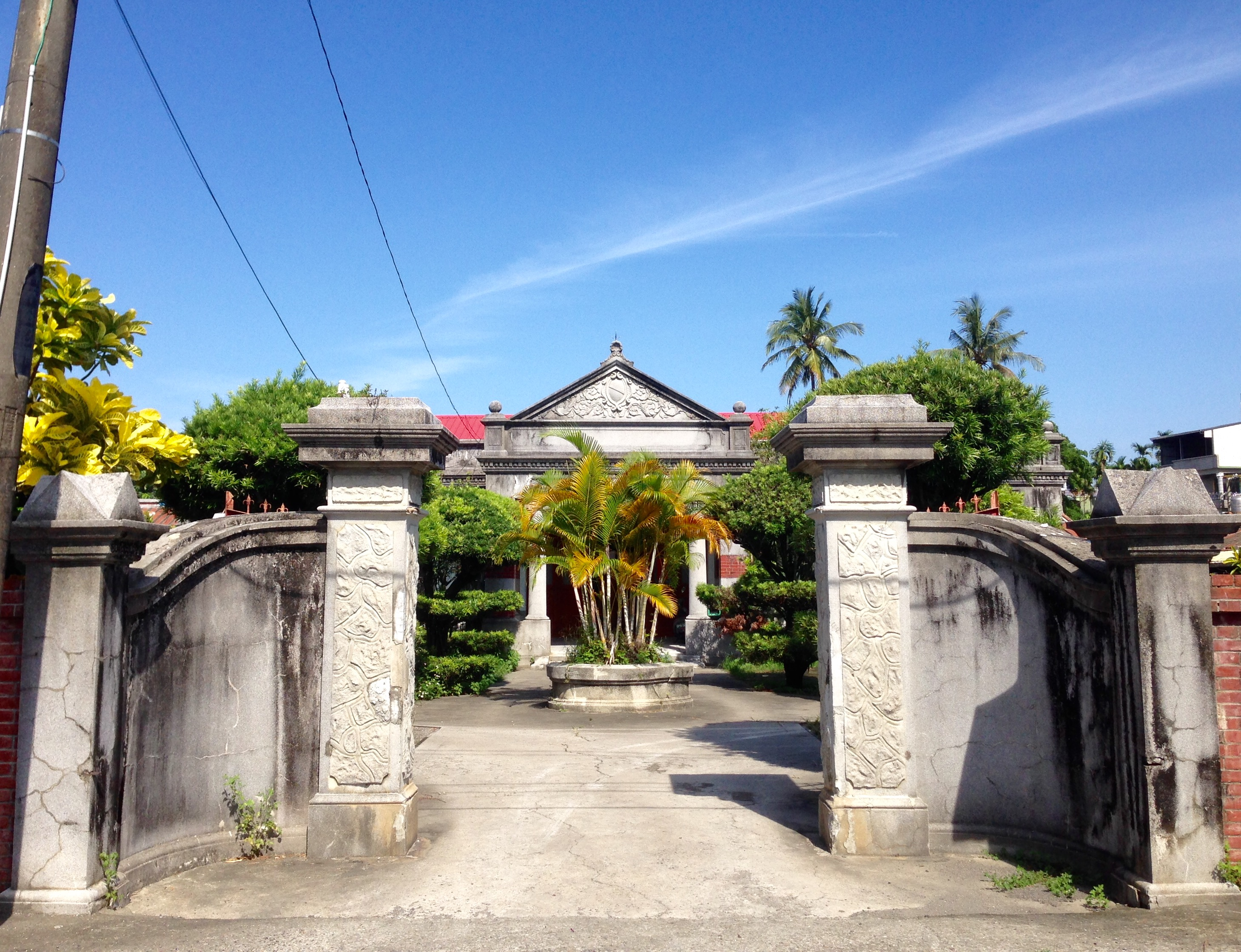
里港藍家古厝

## 里港藍家發展史

### 開拓始祖
清康熙六十年（1721年），廣東南澳總兵藍廷珍及族弟藍鼎元來臺征討朱一貴，朱一貴之亂平定之後，藍家安排一部分族人定居於此地，藍家遷台定居一世祖藍雲錦（藍鼎元長子）移民開墾阿里港（現稱里港鄉），「定玉田，建福德正神祠」，成為漢人拓墾屏北平原之肇始。藍鼎元家族長子自藍雲錦移居阿里港以來，在阿里港周圍大力拓墾，終於成為阿里港首屈一指的大墾戶。清朝時代，藍家共有二位四品官、一位五品官，儼然是阿里港地區最顯赫的家族，對地方事務有很大的影響力。

### 富甲望族
直到藍鼎元之第五世嫡孫藍見元（小名「媽田」）時代，藍家仍然擁有七百多甲的土地，且阿里港及附近地區的糖場都是藍家所有。藍家成為里港望族，後經營糖部、米糧，糖、米郊事業有成。藍見元於道光十五年（1835年），曾主持建築阿里港城的工程，距今約一百六十餘年的歷史，如今阿里港城已拆除，只留下一塊石碑在里港公園內。當年築城乃為防患盜匪，與道光十二年（1832年）的李受騷擾事件，阿里港慘遭客籍義民蹂躪有關。阿里港城的城壁是用刺竹圍成，城門則用珊瑚礁石建成，城牆內有二尺深的河溝，士兵巡邏時以河溝為走道。共有東西南北四個門，從東到西距離二公里，從南到北則為一點五公里。藍見元亦出資設立義塚，為今日里港鄉過江村第一公墓。《鳳山縣採訪冊》曾錄：「(義塚)一在過港仔埔港西，縣東北四十二里，縱二里許，橫半里許，咸豐元年藍見元置。」
藍家的第八代嫡孫藍高川（1872年－1940年）更大量購買土地種植蔗園（土地範圍直至現今高雄縣）、創立台灣商工銀行（現為第一銀行前身），成為全臺知名的世家大族。直至日本二戰投降及國民政府敗退來臺，仍是阿里港雄霸一方的大亨，旗南古道為藍家向台南府城輸出糖、米要道，為祈求神明庇佑營商順利，而出資建修廟於嶺頂。其堂弟藍高全，字左如，任里港街庄長三十年(1902-1931)，亦為里港信用組合（今里港農會）組合長，重視教育，為阿里港公學校創建人之一。下一輩如藍家芳、藍家鼎皆曾任里港鄉鄉長一職。其他像1877年捐地建造里港雪峰書院（今址為里港國小）之藍登輝，亦為里港藍家一系。
里港藍家顯赫一時，與許多政商名人或有私交或有姻親關係。如藍高川與辜顯榮、林熊徵私交甚篤。前者曾捐助設置里港城城門，後者替基隆顏家為藍家說媒；日本通商產業大臣山中貞則據傳為藍家鼎義子；藍敏為徐永昌將軍之兒媳婦，並與首任台灣地區空軍司令林文奎一家交好；藍敏之兄藍家精與何應欽將軍為至交；前屏東縣縣長，地方望族張山鐘之妻為藍鼎元八代孫藍奎，三子張豐緒曾為中華民國內政部長，長女嫁予前司法院院長戴炎輝，相關紀錄族繁不及備載，關係至遠的甚至有中華民國陸軍總司令、將軍孫立人娶藍家女侍美英為妻一事。

## 建造年代
藍家古厝的確切建造時間已不可考。一般相信藍雲錦於康熙末年朱一貴事件之後至雍正年間來臺(1721-1735年)來臺。其中里港鄉永春村福德祠碑記記載為雍正七年（1729）；而其父藍鼎元於1733年逝世，藍雲錦守孝三年後，長居臺灣的時代應於乾隆初年（1736）。相關說法有藍家後代藍敏先生曾述，大厝據傳建於乾隆初年 (1736年)。保守的推斷，藍家大厝建造的年代應建於乾隆初年，或最晚不晚於乾隆20年(1755)。

## 古厝之建築

### 閩南式建築
藍家古厝原為傳統閩南式建築，主要建材都來自於福建漳州；藍家古厝目前的主要建築特色有三。其一：平面為四合院式，二廂及正堂屬於傳統的閩南式建築。其二：廊柱使用紅磚及水泥相間的橫飾帶形式。其三：古厝前有一大前院，其中有一小徑，兩旁綠意盎然，行走其間，恍如置身於清代與日治時代，一頁頁翻閱著藍家的輝煌歷史。
藍家古厝建基為九包五、二進式閩南燕尾式四合院，共一百二十門，藍宅除了前廳的主要活動空間外，兩側及後面均遍設廂房，整體呈凹字型。過去人口多，住在兩端的親戚往來，可以由貫穿的走廊通行，雨天也不擔心會淋到雨。

### 建築之藝術
第一進正廳曾在1923年改建成仿西洋歷史主義建物（藍高川改建），日式和風建築興建於正廳前，連接正廳後二進形成祭祀內埕，也是藍家後世子孫年度祭祖的所在。藍家古厝前院牆內凹環抱設計，正面主入口設置圓形花壇，用以緩解正面視線的壓力，中央亭廊「凸」出於兩側迴廊，也形成第一道接待空間，主入口仿傳統三關六開門樣式，中間圓形窗式則有藝術裝飾的式樣。中央山牆以勳章卷草泥塑裝飾主題，廊柱採愛奧尼克柱頭，左右拱式迴廊，平添生活雅趣，所以有紅磚及洗石子兩種不同建材交互使用，做出了紅白相間橫帶紋飾，有不同裝飾和色彩、花紋，這是藍家古厝門樓的特色。整體而言，藍家古厝的建築風格氣勢雄偉，充分反映大正年間台灣經濟繁榮，和日本明治維新後接受西化的積極態度。藍家古厝院邸寬敞，院外椰林挺立，院內林蔭密佈，綠意盎然，自然紓解屏東燥熱的空氣。

## 參看
- 漳州蔡氏民居